# Động mạch vành trái
Động mạch vành trái (trong y khoa viết tắt là LCA) là động mạch vành có nguyên ủy từ động mạch chủ phía trên đỉnh trái của van động mạch chủ, và nuôi máu đến phần bên trái của cơ tim.

## Phân nhánh
Động mạch vành trái thường dài 10 đến 25 mm sau đó phân nhánh tạo thành động mạch gian thất trước (còn gọi là động mạch xuống trước trái, LAD) và nhánh mũ của động mạch vành trái (động mạch mũ trái, LCx). Đôi khi, một động mạch phụ phát sinh tại chỗ chia đôi của động mạch chính bên trái, tạo thành một nhánh; động mạch phụ này được gọi là động mạch trung gian.
Trong một số tài liệu tiếng Anh, phần động mạch nằm giữa động mạch chủ và chỗ phân nhánh được gọi là động mạch chính bên trái (left main artery, LM). Có một số tài liệu sử dụng thuật ngữ LCA để nói đến LM và các nhánh của động mạch vành trái.
Có tài liệu tiếng Anh sử dụng thuật ngữ "first septal branch", nhưng chưa thấy tài liệu tiếng Việt nào dùng thuật ngữ này.

## Hình ảnh bổ sung

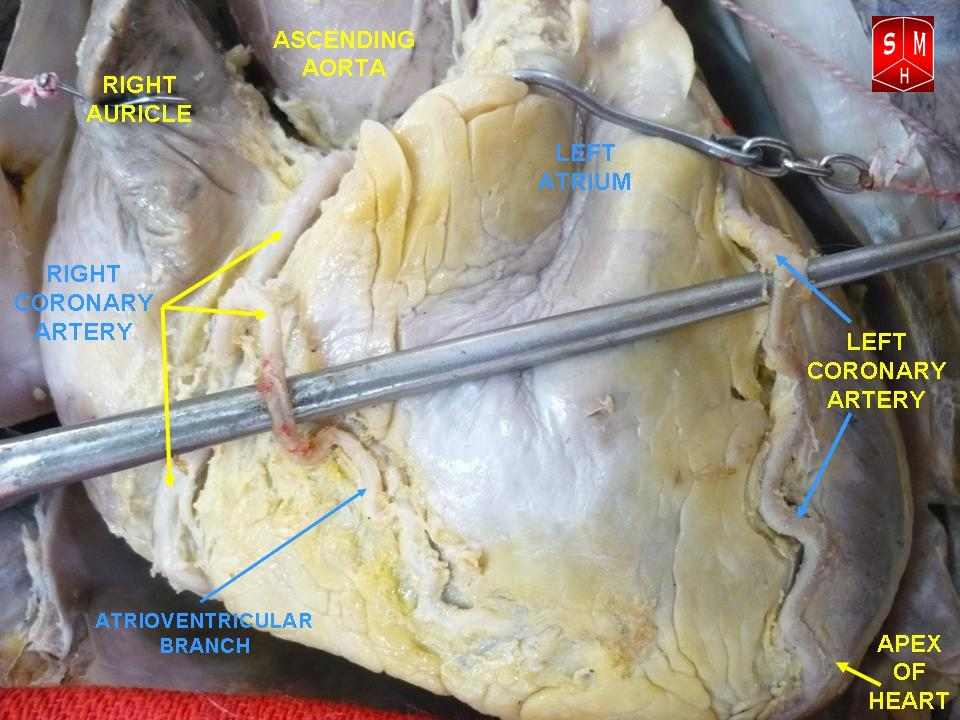
Động mạch vành trái
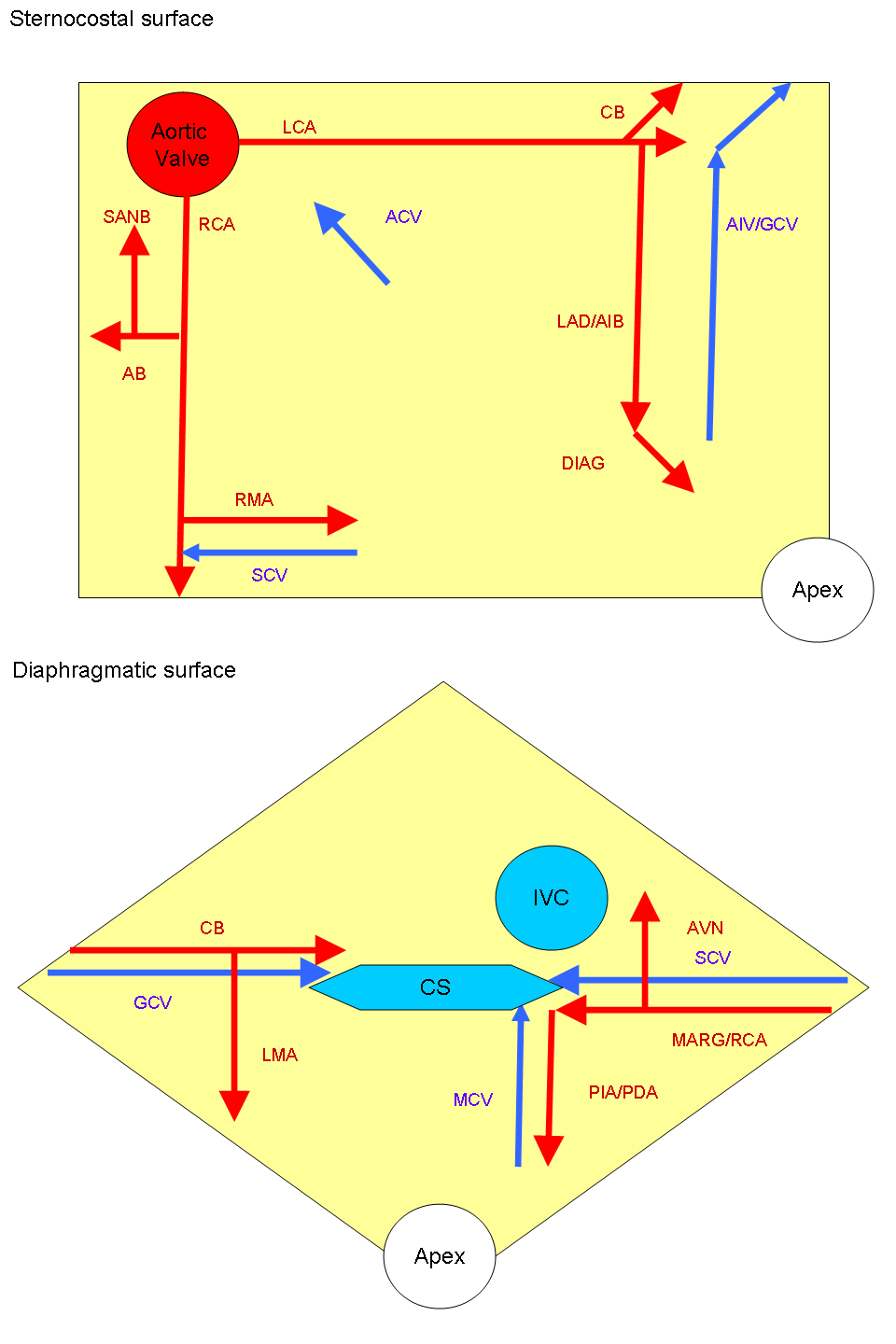
Mạch máu tim
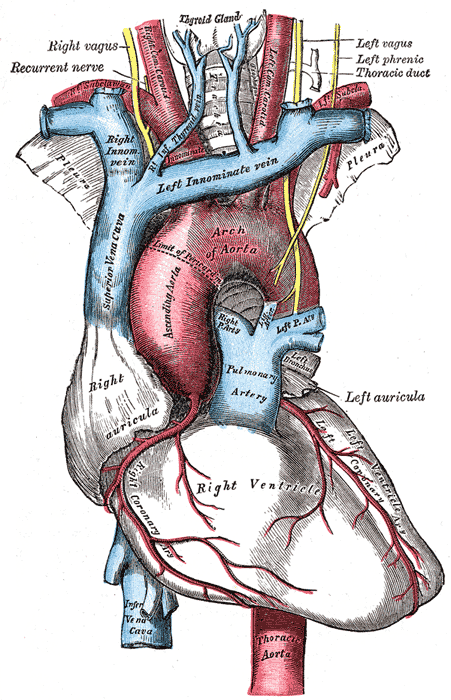
Cung động mạch chủ và các nhánh của nó
Sơ đồ mô tả cung động mạch chủ
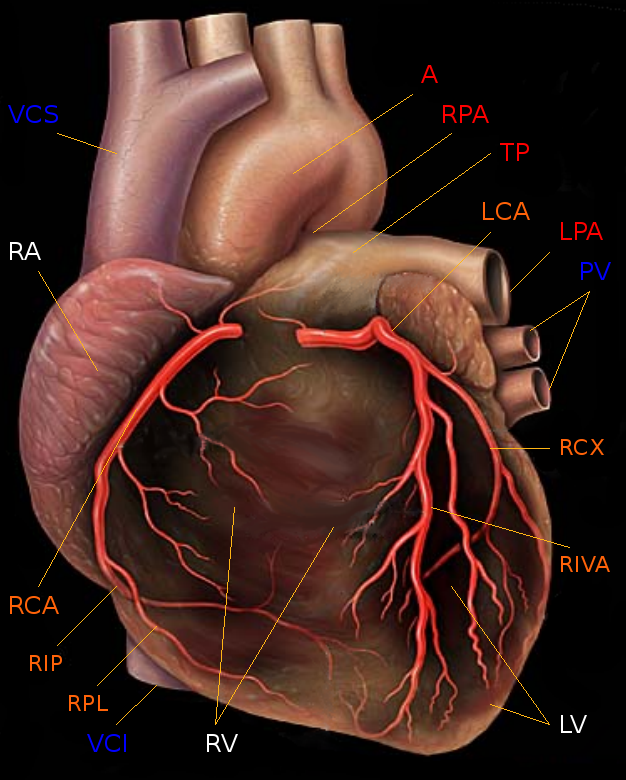
Tim người và động mạch vành
Sơ đồ mạch vành bên trái của tim
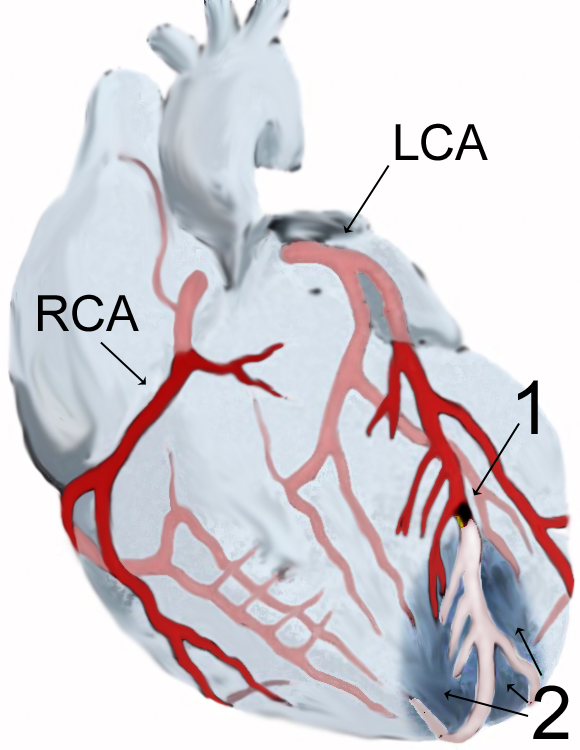
Sơ đồ mô tả nhồi máu cơ tim
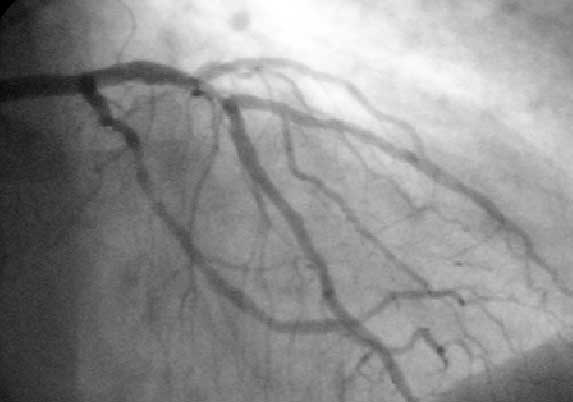
Chụp mạch vành bộc lộ LMCA, LAD và LCx
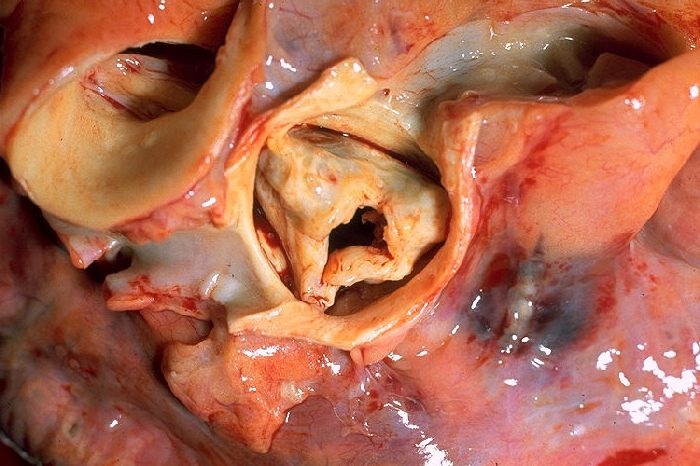
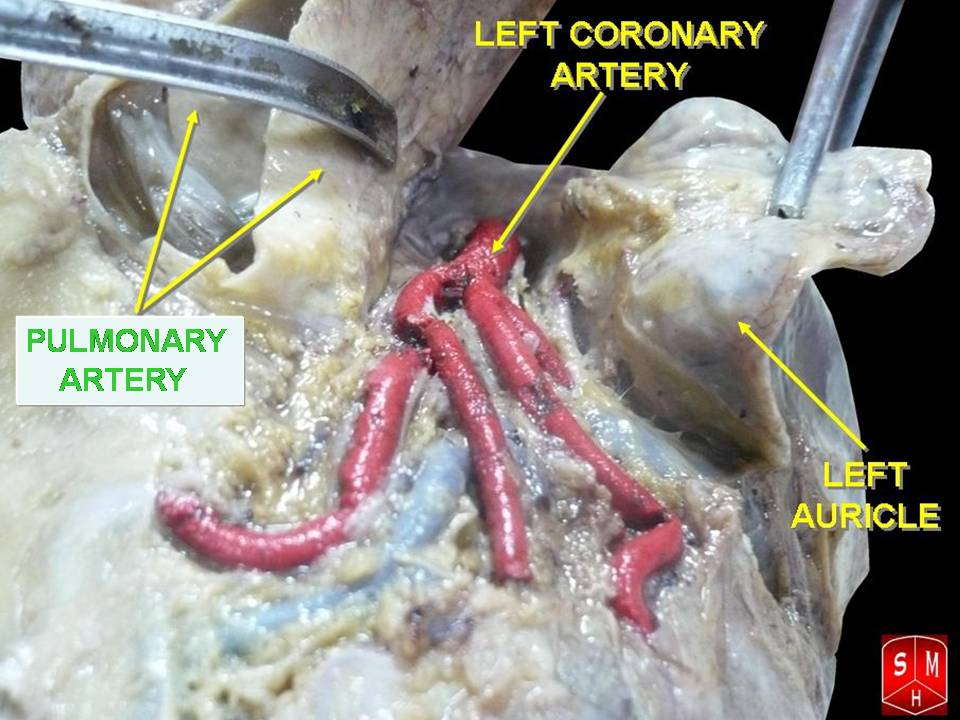
Động mạch vành trái
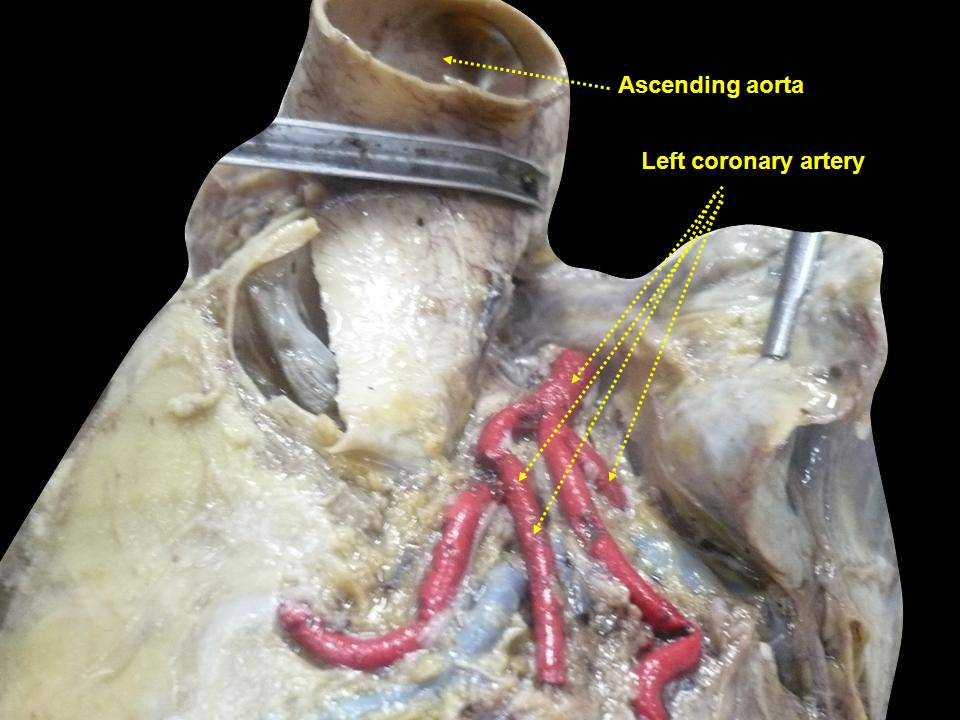
Động mạch vành trái. Kỹ thuật nhựa hóa (plastination - một công nghệ bảo tồn tử thi)
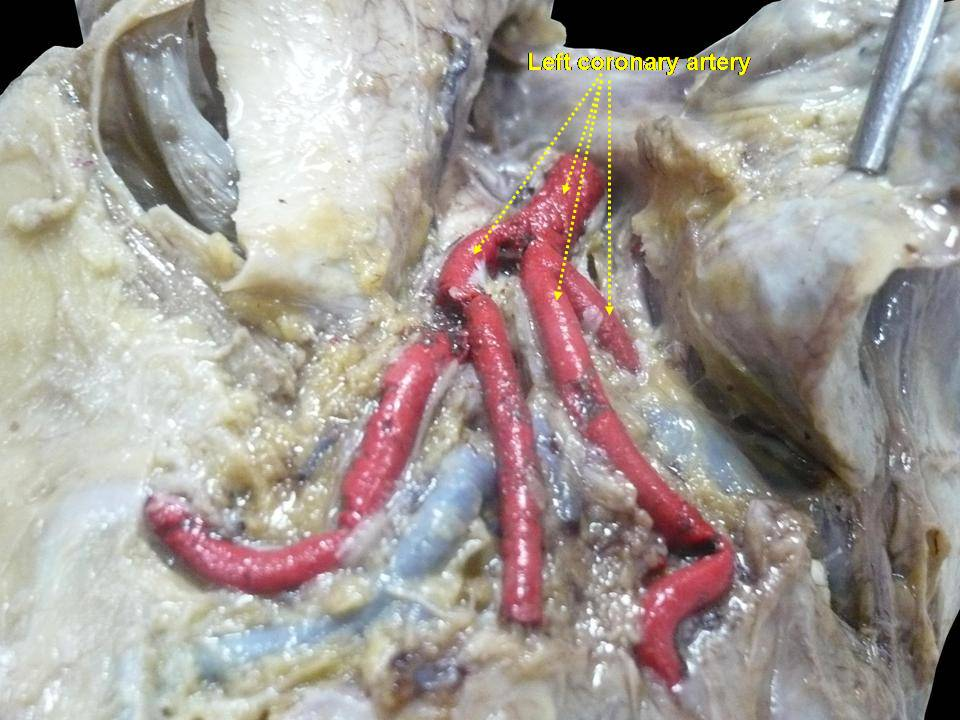
Động mạch vành trái. Kỹ thuật nhựa hóa